# Bell X-1
Bell X-1 var den første flyvemaskine, som gennembrød lydmuren. Det skete 14. oktober 1947 kl. 10.18 med Charles Elwood Yeager som testpilot.